# Wilhelm Alexander von Salisch
Wilhelm Alexander von Salisch (* 19. November 1802 in Kochern, Kreis Ohlau; † 21. Juli 1876 in Breslau) war ein preußischer Generalmajor.

## Leben

### Herkunft
Er war der Sohn des preußischen Kapitäns a. D. und Herrn auf Kochern und Woislawitz Karl Moritz von Salisch (1746–1816) und dessen Ehefrau Ernestine Beate Friederike, geborene von Gellhorn (1762–1803).

### Militärkarriere
Salisch absolvierte ab 3. Dezember 1814 das Kadettenhaus in Berlin und wurde am 3. Oktober 1819 als Sekondeleutnant dem 3. Ulanen-Regiment (Brandenburgisches) der Preußischen Armee überwiesen. Dort avancierte er bis 28. September 1847 zum Rittmeister und wurde am 21. März 1848 als Eskadronchef in das 3. Kürassier-Regiment nach Königsberg versetzt. Am 16. Dezember 1851 folgte seine Versetzung nach Insterburg in das 1. Dragoner-Regiment und am 9. November 1852 die Beförderung zum Major. Als solcher wurde Salisch am 10. Juni 1856 zum Kommandeur des 11. Husaren-Regiments in Düsseldorf ernannt. In dieser Eigenschaft am 15. Oktober 1856 zum Oberstleutnant befördert, fungierte Salisch vom 4. April 1857 bis zum 1. Januar 1859 als Kommandeur des Garde-Dragoner-Regiments. Unter Stellung à la suite seines Regiments wurde er anschließend zum Kommandanten von Kolberg ernannt. Nach seiner Beförderung zum Oberst folgte ab 23. Juni 1859 eine Verwendung als Kommandeur der 9. Kavallerie-Brigade in Glogau. Für seine Leistungen wurde Salisch am 18. Oktober 1861 mit dem Roten Adlerorden II. Klasse mit Eichenlaub ausgezeichnet. Unter Verleihung des Charakters als Generalmajor stellte man ihn am 13. Januar 1863 mit der gesetzlichen Pension zur Disposition.

### Familie
Salisch verheiratete sich am 12. Juli 1831 in Halberstadt mit Johanna Wilhelmine Friederike Grone (1813–1836). Nach ihrem Tod heiratete er am 12. November 1837 in Salzwedel Wilhelmine Auguste Leue (1813–1865).